# Eleição municipal de Santa Rita em 2004
A eleição municipal de 2004 em Santa Rita, no estado da Paraíba, assim como nas demais cidades brasileiras, ocorreu em 3 de outubro de 2004 e elegeu o novo prefeito e vice-prefeito da cidade, além dos novos membros da Câmara de Vereadores.
Disputada em turno único, a eleição teve como vencedor o candidato Marcus Odilon, do PDT, que obteve 36.165 votos (60,05%), superando com facilidade seu oponente Reginaldo Pereira (PSDB).
Sobre os demais candidatos, o menos votado foi Quinca da Padaria, do PRP, com apenas 403 votos (0,67%).

## Candidatos a prefeito
|  | Nº | Candidato(a) a prefeito | Candidato(a) a prefeito                             | Candidato(a) a vice-prefeito | Candidato(a) a vice-prefeito                                  | Coligação |
|  | -- | ----------------------- | --------------------------------------------------- | ---------------------------- | ------------------------------------------------------------- | --- |
|  | 12 |                         | Marcus Odilon (PDT) Marcus Odilon Ribeiro Coutinho  |                              | Dr. Péricles Vilhena (PDT) Péricles Carneiro Vilhena          | "Povo da Silva" - Partido Democrático Trabalhista (PDT) - Partido de Reedificação da Ordem Nacional (PRONA) - Partido Comunista do Brasil (PCdoB)                                                                            |
|  | 14 |                         | Zé de Ule (PTB) José Lins de Albuquerque            |                              | Caia (PTB) Luiz Carlos de Oliveira                            | "Em Respeito a Santa Rita" - Partido Trabalhista Brasileiro (PTB) - Partido Trabalhista do Brasil (PTdoB) |
|  | 23 |                         | José Bernardino (PPS) José Bernardino da Silva      |                              | Severino Leôncio (PT) Severino Leôncio do Nascimento Sobrinho | "Por Amor a Santa Rita" - Partido dos Trabalhadores (PT) - Partido Popular Socialista (PPS) - Partido do Movimento Democrático Brasileiro (PMDB) - Partido Social Cristão (PSC)                                              |
|  | 27 |                         | Irmão Nicácio (PSDC) José Nicácio da Silva          |                              | André Amaral (PSDC) André Félix do Amaral                     | "Sem Tempo a Perder" - Partido Social Democrata Cristão (PSDC) - Partido da Mobilização Nacional (PMN) |
|  | 29 |                         | Antonio Guedes (PCO) Antonio Guedes da Silva        |                              | Eline da Saúde (PCO) Eline Cavalcante Campos                  | Sem coligação - Partido da Causa Operária (PCO) |
|  | 44 |                         | Quinca da Padaria (PRP) Joaquim Dias Ramos          |                              | Risonete (PRP) Risonete de Mendonça Sousa                     | "Frente Progressista Popular" - Partido Republicano Progressista (PRP) - Partido Progressista (PP) |
|  | 45 |                         | Reginaldo Pereira (PSDB) Reginaldo Pereira da Costa |                              | Ednaldo do Edilicya (PL) Ednaldo Pereira de Santana           | "Unir Para Construir" - Partido da Social Democracia Brasileira (PSDB) - Partido Verde (PV) - Partido Liberal (PL) - Partido da Frente Liberal (PFL) - Partido dos Aposentados da Nação (PAN) - Partido Social Liberal (PSL) |

## Coligações proporcionais
| Coligação                       | Partidos         |
| ------------------------------- | ---------------- |
| Coligação PDT-PRONA             | PDT e PRONA      |
| Pra Frente Santa Rita           | PMDB e PSC       |
| Frente Democrática Liberal      | PSDB e PFL       |
| Coligação Trabalhista Solidária | PSB, PTN e PHS   |
| Frente Liberal                  | PL, PV e PSL     |
| Por Amor a Santa Rita           | PT e PPS         |
| Em Respeito a Santa Rita        | PTB e PTdoB      |
| Frente Progressista Popular     | PRP e PP         |
| Sem Tempo a Perder              | PSDC e PMN       |
| Sem coligação                   | PCdoB, PAN e PCO |

## Resultados
| 1º Turno 3 de outubro de 2004 | 1º Turno 3 de outubro de 2004 | 1º Turno 3 de outubro de 2004 | 1º Turno 3 de outubro de 2004 |
| Candidato(a)                  | Vice                          | Votação                       | Votação                       |
| Candidato(a)                  | Vice                          | Total                         | Porcentagem                   |
| ----------------------------- | ----------------------------- | ----------------------------- | ----------------------------- |
| Marcus Odilon (PDT)           | Dr. Péricles Vilhena (PDT)    | 36.165                        | 60,05%                        |
| Reginaldo Pereira (PSDB)      | Edinaldo do Edilicya (PL)     | 20.050                        | 33,29%                        |
| Zé de Ule (PTB)               | Caia (PTB)                    | 1.542                         | 2,56%                         |
| José Bernardino (PPS)         | Severino Leôncio (PT)         | 1.086                         | 1,81%                         |
| Irmão Nicácio (PSDC)          | André Amaral (PSDC)           | 977                           | 1,62%                         |
| Quinca da Padaria (PRP)       | Risonete (PRP)                | 403                           | 0,67%                         |
| Antonio Guedes (PCO)          | Eline da Saúde (PCO)          | 0                             | 0%                            |
| Total de votos válidos        | Total de votos válidos        | 60.223                        | 100,00%                       |
| Votos apurados                |                               |                               |                               |
| Votos válidos                 | Votos válidos                 | 60.223                        | 91,14%                        |
| Votos em branco               | Votos em branco               | 1.660                         | 2,51%                         |
| Votos nulos                   | Votos nulos                   | 4.198                         | 6,35%                         |
| Total de votos apurados       | Total de votos apurados       | 66.081                        | 100,00%                       |
| Eleitores                     |                               |                               |                               |
| Comparecimento                | Comparecimento                | 66.081                        | 85,91%                        |
| Abstenções                    | Abstenções                    | 10.841                        | 14,09%                        |
| Total de eleitores            | Total de eleitores            | 76.922                        | 100,00%                       |

| Partido | Partido | Candidato         | Votos  | Votos (%) |
| ------- | ------- | ----------------- | ------ | --------- |
|         | PDT     | Marcus Odilon     | 36 165 | 60,05%    |
|         | PSDB    | Reginaldo Pereira | 20 050 | 33,29%    |
|         | PTB     | Zé de Ule         | 1 542  | 2,56%     |
|         | PPS     | José Bernardino   | 1 086  | 1,8%      |
|         | PSDC    | Irmão Nicácio     | 977    | 1,62%     |
|         | PRP     | Quinca da Padaria | 403    | 0,67%     |
|         | PCO     | Antonio Guedes    | 0      | 0%        |
| Totais  | Totais  | Totais            | 60 223 |           |

## Vereadores eleitos
| Candidato eleito      | Partido | Votação | Porcentagem | Cidade onde nasceu | Unidade federativa |
| Netinho               | PTB     | 2.176   | 3,46%       | Santa Rita         | Paraíba            |
| Clóvis de Loi         | PSDB    | 1.712   | 2,72%       | Santa Rita         | Paraíba            |
| Cicinha               | PMDB    | 1.638   | 2,60%       | São Mamede         | Paraíba            |
| Pantinha              | PDT     | 1.483   | 2,36%       | Brejo do Cruz      | Paraíba            |
| Olavo de Zé da Baleia | PRP     | 1.483   | 2,36%       | Mamanguape         | Paraíba            |
| Gilvandro             | PRP     | 1.383   | 2,20%       | Alhandra           | Paraíba            |
| Moza                  | PFL     | 1.339   | 2,13%       | Santa Rita         | Paraíba            |
| Manoel da Usina       | PL      | 1.280   | 2,03%       | Caiçara            | Paraíba            |
| Lala                  | PFL     | 1.096   | 1,74%       | Santa Rita         | Paraíba            |
| Walter Sena           | PL      | 904     | 1,44%       | Santa Rita         | Paraíba            |
| Fernanda Santiago     | PRONA   | 894     | 1,42%       | João Pessoa        | Paraíba            |

## Eleitorado
| Total de Eleitores | 76.922 |
| Votos Apurados     | 66.081 |
| Abstenções         | 10.841 |

| Votos Válidos | 62.912 |
| Votos Brancos | 1.339  |
| Votos Nulos   | 1.830  |

## Links
- Resultado das Eleições de 2004 (em português)